# Theope syngenes
Espèce
Theope syngenes est une espèce d'insectes lépidoptères appartenant à la famille  des Riodinidae et au genre Theope.

## Taxonomie
Theope syngenes a été décrit par Henry Walter Bates en 1868.

## Description
Theope syngenes est un papillon aux ailes antérieures pointues, au  dessus bleu foncé très largement bordé de marron foncé sur le bord costal et le bord externe des ailes antérieures.
Le revers est de couleur cuivrée chez le mâle, jaune à large bordure cuivrée aux ailes antérieures et plage cuivrée aux postérieures. Un ocelle anal blanc pupillé de noir termine une ligne submarginale d'ocelles peu visibles.

## Écologie et distribution
Theope syngenes est présent en Guyane, à Trinité-et-Tobago et au Brésil,.

### Biotope
Il est présent en lisière de forêt où le mâle à son poste à environ 10 mètres de hauteur.

### Protection
Pas de statut de protection particulier.